# Дуги-Оток
Ду́ги-О́ток (хорв. Dugi otok, итал. Isola Lunga — Длинный остров) — остров в Хорватии, в центральной части Далмации.

## География

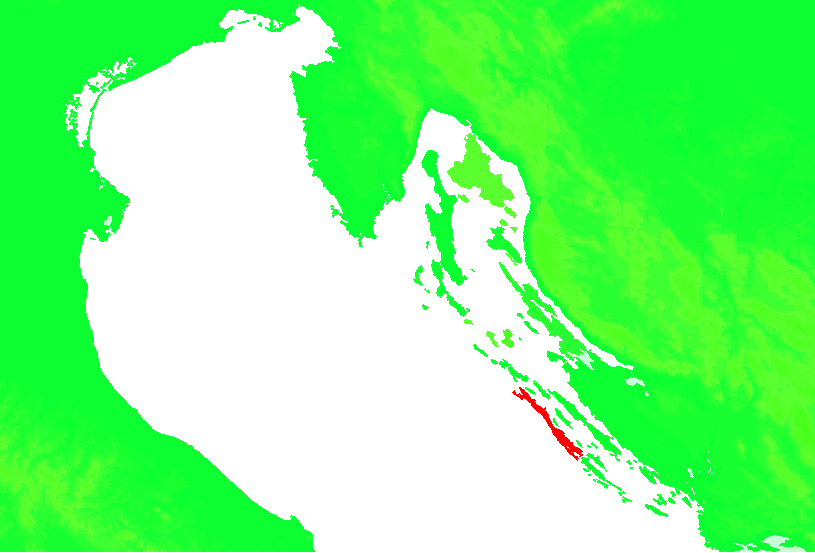
Карта острова Дуги-Оток

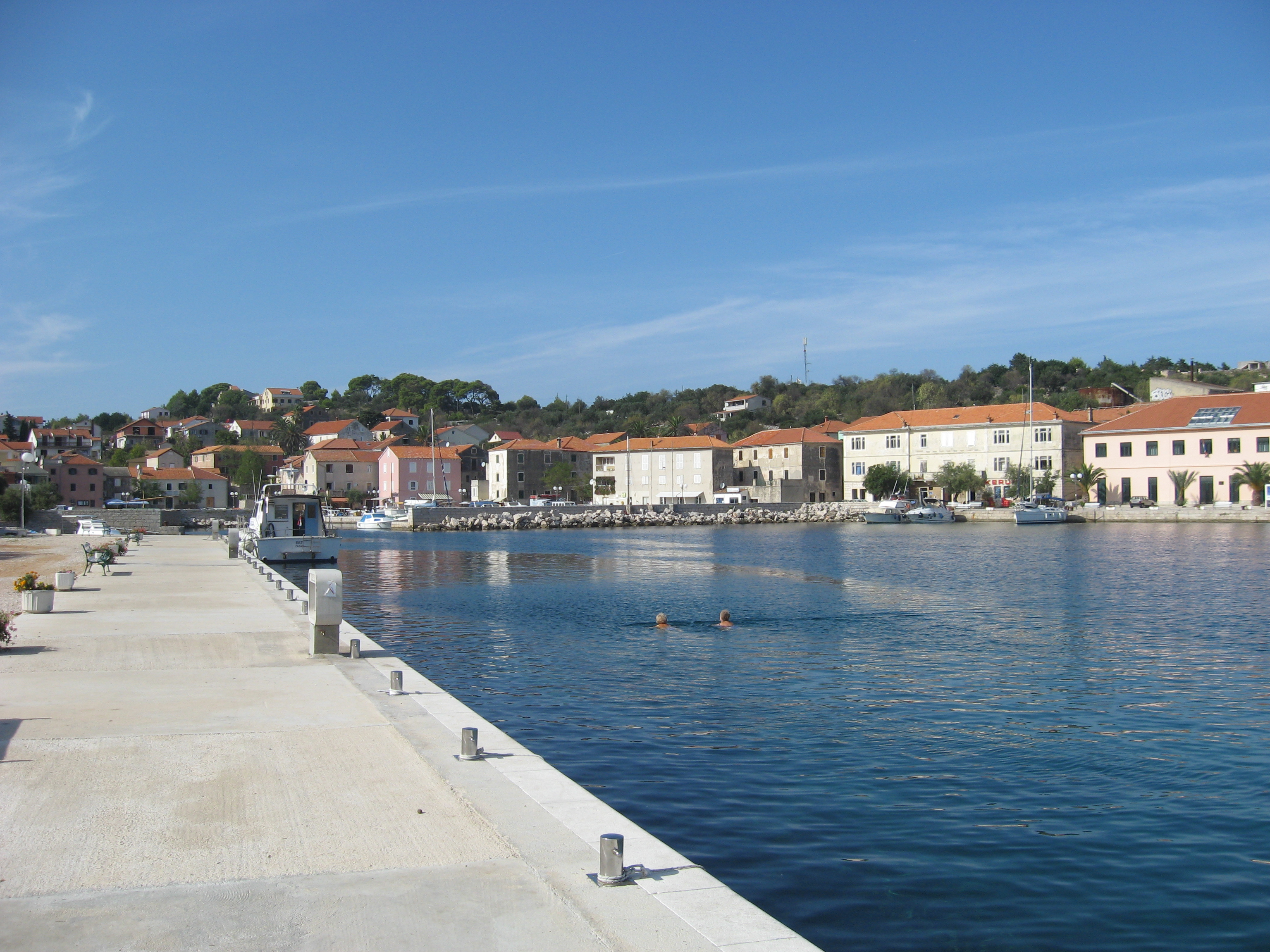
Посёлок Сали

Площадь острова — 114,44 км², длина — 45 км, ширина около 5 км. Длина береговой линии — 170,7 км. Самая высокая точка острова — гора Вела Стража (337 м).
Дуги-Оток — самый большой и наиболее удалённый от берега остров центральной Далмации. Он лежит напротив Задара, отделённый от материкового побережья островами Углян и Пашман. Остров вытянут узкой полосой с северо-запада на юго-восток, как и большинство островов центральной Далмации. Форма острова дала ему имя — по-хорватски «дуги оток» означает «длинный остров».
Население острова 1772 человека (2001 год), проживающее в 12 прибрежных посёлках. Самые большие из них — Вели Рат (Veli Rat) и Божава (Božava) на севере острова, Брбинь (Brbinj) в центральной части, Заглав (Zaglav) и Сали (Sali) — в южной. Самый большой населённый пункт — Сали.
От соседних островов Дуги-Оток отделён морскими протоками: на восток лежат острова Рава, Углян и Пашман; на юго-восток остров Корнат, крупнейший из архипелага Корнаты, объявленного национальным парком. От Дуги-Отока Корнат отделён узким проливом. В южной части Дуги-Отока вокруг бухты Телашчица расположен одноимённый природный парк.
Остров связан с Задаром паромными линиями. Паромы пристают к острову в посёлках Сали, Заглав и Брбинь. Основное занятие местного населения — туристический сервис, рыбный промысел, виноградарство, выращивание олив.

## История

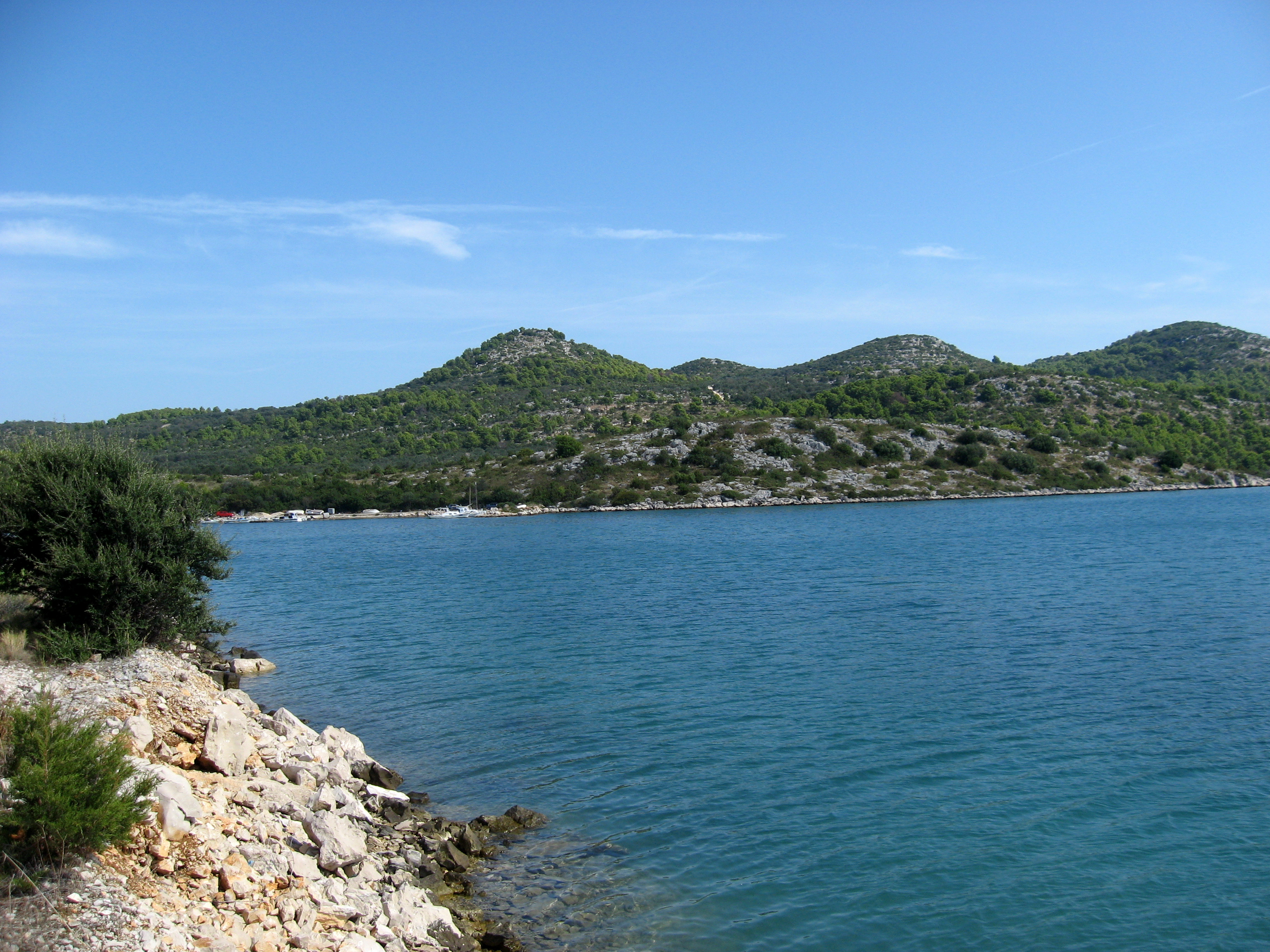
Бухта Телашчица

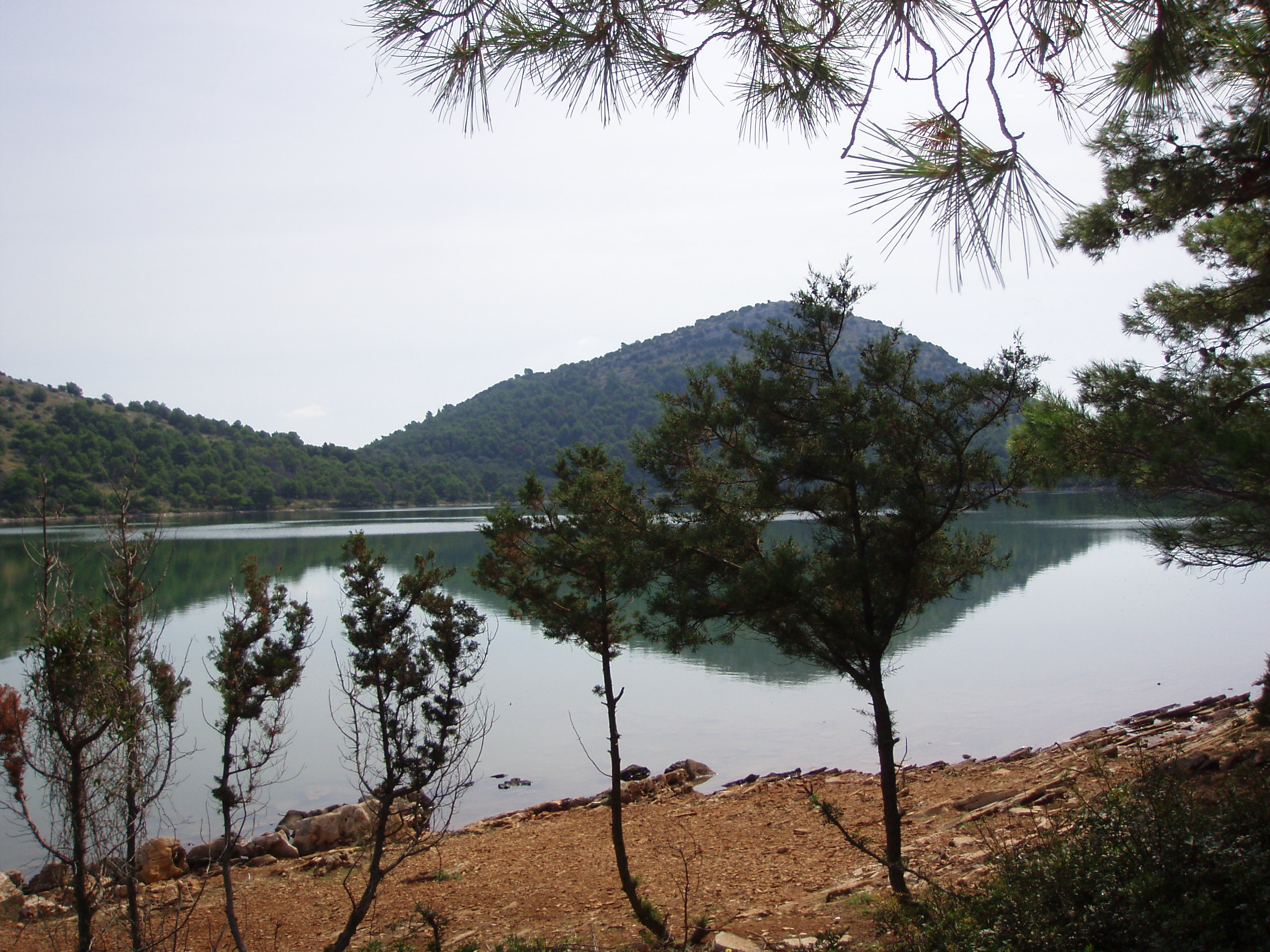
Озеро Мир

Остров был заселён с глубочайших времён, что доказывают археологические памятники времён палеолита, а также могильные курганы и остатки поселений иллирийцев. В III веке до н. э. Дуги Оток вместе со всей Иллирией перешёл под контроль Рима.
В X веке остров упомянут в византийских источниках под названием Пизух, однако уже в XI веке остров меняет своё название на Тилагус. Постепенно это имя перешло на большую южную бухту острова и дошло до наших дней как Телашчица.
В Средние века остров, как и вся Далмация, принадлежал Венеции. После падения Венецианской республики в 1797 г. остров перешёл к Австрии. После Первой мировой войны вошёл в состав Югославии. После распада последней в 1991 г. остров стал частью независимой Хорватии.
По данным генетиков, у жителей острова доминирует Y-хромосомная гаплогруппа R1a1a1b1a2b-CTS1211 (ранее R1a1a1c*-M558) (≈27%), что, возможно, объясняется географической близостью острова к острову Црес. Относительно низкий процент гаплогруппы I2a2-M423 на этом острове, по сравнению с её распространенностью на соседних островах Углян и Пашман, также указывает на морские миграции с острова Црес и период длительной изоляции населения острова от влияния с Пашмана, Угляна и материка. О западноевропейском влиянии на популяцию острова свидетельствует наличие гаплогруппы R1b-L23. Наличие гаплогруппы N служит дополнительным сигналом дальних миграций и помещают эту популяцию в отдаленное положение на графиках PC plots. Одна треть популяции имеет специфические только для этого острова митохондриальные гаплогруппы.

## Достопримечательности
- Природный парк Телашчица. Парк занимает южную часть острова, примыкающую к большой бухте Телашчица, а также 13 близлежащих маленьких островков. Общая площадь парка вместе с морской территорией — 70,5 км². Бухта Телашчица — одна из самых больших и красивых бухт на хорватских островах. Особой достопримечательностью парка являются отвесные скалы на морском берегу, в которых гнездится множество птиц. Солёное озеро Мир, также расположенное на территории парка, известно своим целебным илом.
- Пещера Страшна Печь (Strašna peć). Открыта в 1898 г. Самая большая карстовая пещера острова.
- Собор Вознесения Девы Марии в Сали. Первоначальный храм был построен в IX веке. В 1465 г. на его месте построен новый.
- Церковь св. Пелегрина в Саваре. Вероятно самое старое сооружение на острове. Хотя дата постройки является предметом диспута, большинство учёных полагают, что она построена до IX века.
- Маяк Вели Рат. Самый большой маяк на Адриатике (42 метра) с более чем 150-летней историей.
- Палеолитическая Венера из пещеры Влакно на острове Дуги-Оток датируется возрастом 15 тыс. лет[3].